# 佐藤衡
佐藤 衡（さとう こう）は、明治時代から昭和時代前期の政治家・教育者・漢学者。岩手県東磐井郡長坂村長。号は猊巌（猊嵒とも表記）。猊鼻渓の観光開発と景観保存に尽力した。

## 略歴
```
文久
2年（
1862年
）3月14日 
仙台藩
領
磐井郡
長坂村に
佐藤謙治
の長男として生まれる。
[
要出典
]
```

```
明治
8年（
1875年
） 長坂小学校の
助教
となる。
[
要出典
]
```

```
明治13年（
1880年
） 
岩手師範学校
に
入学
。翌年に
卒業
し、教職に就く。
[
要出典
]
```

```
明治19年（
1886年
） 
宮城県
の
鮎川小学校
校長
を拝命。その後、
秋田県
で教員・県職員を務める。
[
要出典
]
```

```
明治33年（
1900年
） 
早稲田大学
で法律を学ぶため上京するが、父の病死により帰郷して長坂郵便局長の職を継ぐ。
[
要出典
]
```

- 明治42年（1909年）4月 長坂村長[2]となる（大正3年（1914年）7月まで）。

- 大正4年（1915年） 郡会議員[2]となり、郡制廃止まで務める。

- 大正14年（1924年）猊鼻渓が史蹟名勝天然紀念物保存法第一条により、国の名勝に指定[2]される。

```
昭和
2年（
1927年
） 
毎日新聞社
主催の
日本百景
に猊鼻渓入選。
[
要出典
]
```

- 昭和12年（1937年）7月 政府機関である東北振興調査会に参画し、東北史蹟名勝宣揚会を結成。同会の役員に就任する[3]。

```
昭和16年（
1941年
）7月10日 東京市目黒区の娘宅にて死去。享年80。
[
要出典
]
```

## 人物等

### 著作
- 『東北絶勝猊鼻渓勝誌』（1914年）
- 『猊鼻渓遊覧案内』（1919年）
- 『青山白水楼華甲唱和集』（1922年）
- 『名勝猊鼻渓案内記』（1924年）
- 『渓光集』（1929年）

### 漢詩人としての佐藤猊巌
幼い頃より父から漢学の手ほどきを受けており、漢詩を得意としていた。漢詩人としては森槐南が主宰する随鴎吟社に所属し、機関誌『随鴎集』に多くの作品を投稿した。猊鼻渓の宣伝活動に際しては自身で景色を詠み込んだ詩を賦してアピールに努めたほか、私費を投じて各地の詩友を招いた。

### 家族
父：佐藤謙治（洞潭）
弟：佐藤敬吉（東華）

## 関連書籍
- 佐藤敬吉『磐井の名所』（1916年）
- 鈴木軍一『猊鼻渓と佐藤猊巌』（私家版か、1991年）
- 岡田寛『猊鼻に追分流れけり -舟下りの名物船頭を訪ねて-』（河北新報社、1995年）
- 『猊巌没後五十年祭小冊子』（東山町教育委員会、1991年11月17日）